# Ladislau I Hermano da Polónia
Ladislau I Hermano da Polónia (em polaco: Władysław I Herman ou Wodzisław Herman I; c. 1044 - 4 de junho de 1102) foi Duque da Polónia de 1079 a 1102 e filho de Casimiro I da Polónia "o restaurador" e de Maria Dobroñeva Dobroniega de Quieve.
Ladislau I chegou ao poder em 1079, depois que seu irmão Boleslau II da Polónia "o cruel" ser forçado ao exílio, com o apoio de Henrique IV, Sacro Imperador Romano-Germânico e por Bratislau II da Boémia, na tentativa de restaurar a paz.

## Relações familiares
De uma senhora de origem polaca de nome Przecława, teve:
1. Zbigniew (1070-1112)

De suas esposas legitimas, e visto que foi casado por duas vezes, a primeira com Judite da Boêmia (c. 1056-1058 - 25 de dezembro de 1086), filha de Bretislau I da Boémia e de Adelaide da Hungria, teve:
1. Boleslau III da Polónia  (20 de Agosto de 1086 — 28 de Outubro de 1138), foi Grão-Duque da Polónia,
2. Inês da Polónia (?- 29 de dezembro de 1125)

O segundo casamento foi em 1088 com Judite da Suábia, filha de Henrique III, Sacro Imperador Romano-Germânico e de  Inês da Aquitânia (1023 - 14 de Dezembro de 1077), de quem teve:
1. Inês da Polónia (c. 1090 - Quedlimburgo, 29 de dezembro de 1125) que foi abadessa de Gandersheim e de Abadia de Quedlimburgo, abadia da cidade de Quedlimburgo. Foi excomungada pelo Papa Calisto II por sua lealdade ao rei dos romanos em 1119.[2]
2. Adelaide da Polónia (c. 1092 - c. 1111), condessa de Voburgo, casada com Diepoldo III de Voburgo.